# Antônio Gonçalves Nunes
Antônio Gonçalves Nunes, o Barão de Igarapé-Miri (Belém, 28 de julho de 1819 — Belém, 21 de novembro de 1898) foi um advogado, político, jornalista e educador brasileiro.

## Biografia
Em 1819, Antônio Nunes nasceu no município de Belém, filho de José Antonio Nunes e de Gertrudes Rosa da Cunha Ledo, brasileira, descendentes de Mazagão (colônia portuguesa em Marrocos).
Casou-se com Rita Gonçalves Acatauassú, filha do Comendador Domingos Borges Machado Acatauassú e de Ana Teresa Gonçalves Acatauassú; com quem teve 3 filhos: Antônio Acatauassú Nunes, Rita Acatauassú Nunes Bezerra e, Domingos Acatauassú Nunes.
Em 1844, formou-se em advocacia na Faculdade de Direito de Olinda.
Era proprietário de um engenho a vapor de fabricação de açúcar, denominado de São Domingos, no município de Igarapé-Mirim (Pará).
Foi um dos chefes do Partido Conservador da Província do Grão-Pará, juntamente com o cônego Siqueira Mendes, Raimundo José de Almeida, Raimundo Clementino de Castro Valente, Francisco Carlos Mariano e outros. Com a proclamação de república, filiou-se ao partido Democrático, porém devido à avançada idade foi menos atuante.
Foi nomeado diretor da Instrução Pública da Província, posteriormente, nomeado membro do conselho diretivo da mesma instituição, e também presidente das mesas de exame de Retórica, Filosofia, Francês e Português. Se aposentando no exercício destas funções.
Ocupou o cargo de tesoureiro do Colégio Público Nossa Senhora do Amparo, sendo que em alguns momentos, esteve afastado destas funções, para o desempenho das funções Legislativas. Devido ser eleito deputado à Assembleia Provincial diversas vezes.
Foi 1° suplente da delegacia de polícia. Em 1861, desempenhou provisoriamente a função de chefia e, por duas vezes ocupou interinamente o lugar de promotor público da comarca da capital da Província.
Por mais de uma vez o de 1° suplente do juiz municipal do termo da capital, de 1° suplente do substituto do juiz de direito da vara Comercial e dos feitos da Fazenda, da Vara do juiz de Órfãos da vara da capital, de curador dos Órfãos e de promotor de resíduos e capelas.
Serviu o lugar de Procurador Fiscal interino da Tesouraria, e o mesmo emprego público efetivo no Tesouro Público Municipal. Sendo que foi quando desempenhava esta função, ano de 1846, junto a Província, que se descobriu o caso da falsificação das papeletas do Hospital Militar, que fez com que o Estado pagasse muito mais do que era devido.
Como guarda policial, e quando ainda menor, entrou em combate por ocasião da capital do Para ser tomada pelos cabanos em 1835, do qual saiu ferido; depois serviu sucessivamente de vogal da junta de justiça militar, para alguns dos cujos julgamentos foi designado relator; na Guarda Nacional foi lhe dada à patente de tenente.
Foi eleito deputado à Assembleia Provincial em diferentes legislaturas. Nas eleições de maio de 1852 para deputado Provincial, acaba por ficar como primeiro suplente, do mesmo modo que o comendador Domingos Borges Machado Acatauassú, que mais tarde viria a ser seu sogro, sendo porém que este ocupou a 25ª colocação da suplência.
Sua entrada oficial na Assembleia será na legislatura de 1854, que teve sua abertura em 15 de agosto deste mesmo ano. Nesta legislatura serviu de 1° secretário, e vai se manter ininterruptamente, com exceção de 1855, nestas funções até 1863. No fim deste mandato verificamos a sua retirada da Assembleia Legislativa, retornando somente a esta casa no ano de 1868, sendo reeleito em 1869, para em 1870, assumir sua presidência.
Será no ano de seu retorno a Assembleia Legislativa, que ira apresentar, juntamente com João Lourenço Pais de Sousa, uma petição do ex-líder da Cabanagem, Eduardo Nogueira Angelim, para que o Governo o indenize pelo terreno, de sua propriedade, onde se iniciava a construção de um palacete do Governo .
Nunes ocupara o cargo de presidente consecutivamente por 3 vezes, sendo nas legislaturas de 1879 a 1872. Servindo sempre com dignidade e sobre a admiração de seus pares.
No final de seu mandato de Deputado e Presidente da Câmara, já se encontrava um pouco decepcionado e desiludido com a política, ocorrendo alguns desentendimentos com alguns membros do se partido, o Conservador, e com o próprio Conego Siqueira Mendes, então presidente da Província. Mesmo assim se lança candidato para o ano de 1873, saindo novamente vitorioso e sua credibilidade confirmada pelas urnas.
Suas relações com o Cônego começam a se deteriorar, e mesmo sendo do mesmo partido, passa a criticar a política adotada por seu correligionário. No final deste mandato resolve se afastar do partido Conservador e do cenário político, levando consigo seu prestígio, estima e respeito. Seu exílio, voluntário da Câmara, será, desta vez de 9 anos.
Com a aproximações das eleições para a assembleia, referentes ao ano legislativo de 1882, e o visível enfraquecimento do partido conservador, muitos elementos deste partido, resolveram solicitar o retorno do Dr. Nunes, e sua candidatura. Apesar de suas negativas e de sua vontade de permanecer fora do cenário político, será eleito, mostrando que nem o tempo foi capaz de apagar, na memória do povo o seu valor.
Ocorre que este retorno não será como ele esperava. Rapidamente, impasses começam a surgir entre ele e seus correligionários, será nesta legislatura que o mandato de seu genro, o Dr. Demétrio Bezerra da Rocha Morais será cassado, juntamente com o de mais 5 deputados liberais.
A presidência da assembleia será ocupada, pelo cônego Siqueira Mendes, responsável pela desilusão de Nunes há 9 anos. Novamente insatisfeito com o andar da política, resolve tomar uma medida de imparcialidade e de não comparecimento as seções da Assembleia, que lhe renderá duras criticas.
Neste mesmo ano, a reputação de seu genro será gravemente abalada, e ameaçada, ocorrendo por parte dos inimigos de seu genro, citações e insinuações sobre a conduta de Nunes, quanto a sua honestidade e a origem de sua vasta fortuna. Mas mesmo assim sua imagem pública não foi abalada e encarando o eleitorado, vai ser reeleito consecutivamente por mais 5 vezes.
Em sua última legislatura, já encontrasse com a avançada idade de 70 anos. Com a Proclamação da República vai se filiar ao Partido Democrata, porém nunca mais sera visto a desempenhar funções legislativas.
A idade já não lhe permite realizar todas as atividades de outrora, mas mesmo assim no ano de 1897, prestes a completar 80, vai ser chamado por seu partido para concorrer como vice-governador, na chapa de oposição à José Paes de Carvalho. Foi uma derrota esmagadora, foram somente 2.045 votos, frente aos 21.367 de Antônio Nicolau Monteiro Baena. Eram outros tempos, outros, homens.. um novo século estava por vir e 50 anos já haviam se passado, desde que pela primeira vez, o velho Barão tinha adentrado nos palácios do Governo.
Uma vez também eleito vereador da comarca municipal, da qual provisoriamente exerceu a Presidência.
Foi presidente da Comissão de Colonização Estrangeira, e como tal teve também a seu cargo o alojamento e acomodação dos retirantes cearenses, no decurso da crise ultimamente ocasionada pela seca na província do Ceará, e a aplicação ou execução dos socorros públicos.
Membro e relator da Comissão Parcial, relativa ao Pará, na 1ª exposição do Império, ocorrida em 1861; membro da comissão encarregada do funeral de Sua Alteza a princesa Dona Leopoldina, em 1871, e da de recepção de Sua Majestade o Imperador Dom Pedro II, do trânsito que fez pela província em 1876.
Desempenhou as funções de Presidente do Conselho Fiscal da Caixa Econômica e Monte de socorro da província, e provedor do Colégio Nossa Senhora do Amparo, estabelecimento de ensino e educação de meninas, custeado pela mesma província, e também subvencionado pelo Governo Imperial.
Em julho de 1876, foi condecorado com o oficialato da Imperial Ordem da Rosa, por serviços prestados a colonização estrangeira; Barão de Igarapé-Mirim em decreto de 3 de março de 1883.
Escreveu durante algum tempo na imprensa, sobre as vantagens que conseguiu com o desenvolvimento da agricultura, considerada como uma das fontes da riqueza publica.
É o autor da obra “O cônego Manoel José de Siqueira Mendes e as ruínas do Pará”, publicado pela Typ. Commercio do Pará, em 1875.
Em 1846 participou, juntamente com outros intelectuais da Província, da Fundação da Sociedade Phylomatica Paraense, com finalidade do progresso das Belas Letras, da arqueologia, da história e da geografia da província. Esta sociedade originou um jornal que teve sua primeira edição impressa a 30 de setembro de 1846 , e no qual Antônio foi colaborador, escrevendo diversos artigos.
Juntamente com o Visconde de Nazaré, o Barão de Muaná, e o presidente da província, o Visconde de Maracaju, tentou arrecadar recursos para os experimentos, dos balões, de Júlio César Ribeiro de Sousa.
Apesar de seus ideais, verificamos que manterá seus escravos por um largo período de tempo, mesmo que execute algumas alforrias, como em comemoração ao casamento de sua filha, D. Rita Acatauassu Nunes, que ocorreu no final do mês de outubro de 1880. De acordo com o relatório de 1883, efetuado pela Junta Classificadora de Escravos, neste período, Antônio Gonçalves Nunes, continua a manter escravos em sua propriedade em igarapé-mirim.
Foi candidato pela União Patriótica ao Congresso do estado para a formação da constituinte estadual.
Foi sepultado no mausoléu do Cemitério da Soledade, em Belém do Pará.